# 陽彩風華
陽彩 風華（ひいろ ふうか、10月25日 - ）は、元宝塚歌劇団宙組男役。
兵庫県西宮市、県立宝塚北高校出身。身長172cm。愛称は「まいこす」、「ヒイロ」。

## 来歴
2016年4月、宝塚音楽学校入学。
2018年4月、宝塚歌劇団に104期生として入団。入団時の成績は34番。星組宝塚大劇場公演『ANOTHER WORLD／Killer Rouge』で初舞台。
2024年5月7日付で宝塚歌劇団を退団。

## 主な舞台

### 初舞台公演
- 2018年4月～6月、『ANOTHER WORLD／Killer Rouge』（宝塚大劇場のみ）

### 宙組配属後
- 2018年10月～12月、『白鷺の城／異人たちのルネサンス』
- 2019年2月～3月、『黒い瞳／VIVA! FESTA! in HAKATA』（博多座）
- 2019年4月〜7月、『オーシャンズ11』
- 2019年11月〜2020年2月、『El Japón（エル ハポン）-イスパニアのサムライ-／アクアヴィーテ（aquavitae）!!〜生命の水〜』
- 2020年11月～2021年2月、『アナスタシア』
- 2021年6月～9月、『シャーロック・ホームズ-The Game Is Afoot!-／Délicieux（デリシュー）!-甘美なる巴里-』新人公演：トリローニー・ホープ（本役：秋奈るい）
- 2022年2月～5月、『NEVER SAY GOODBYE -ある愛の軌跡-』新人公演：ラモン（本役：秋奈るい）・パトリック[2]（本役：花宮沙羅）
- 2022年8月～11月、『HiGH&LOW　-THE PREQUEL-／Capricciosa（カプリチョーザ）!!』中園、新人公演：SUZAKU（本役：澄風なぎ）
- 2023年1月、『夢現（ゆめうつつ）の先に』（宝塚バウホール）夢の住人男
- 2023年3月～6月、『カジノ・ロワイヤル ～我が名はボンド～』新人公演：刑事（本役：秋音光）・ビル・ターナー部長（本役：秋奈るい）
- 2023年7月～8月、『大逆転裁判 -新・蘇る真実-』（梅田芸術劇場シアター・ドラマシティ、KAAT神奈川芸術劇場）ブラッド・メニクソン（青年時代）
- 2023年9月、『PAGAD（パガド）～世紀の奇術師カリオストロ～／Sky Fantasy!』